# Aleko
Aleko è un'opera in un atto di Sergej Vasil'evič Rachmaninov. Il libretto, di Vladimir Ivanovič Nemirovič-Dančenko, è tratto dal poema Gli Zingari (Цыганы) di Aleksandr Sergeevič Puškin.

## Storia della composizione
Aleko è la prima opera di Rachmaninov; fu composta nel 1892 come prova finale per il diploma di composizione al conservatorio di Mosca, e fece ottenere al musicista il massimo dei voti. La prima rappresentazione ebbe luogo al teatro Bol'šoj di Mosca il 27 aprile (9 maggio) 1893, sotto la direzione di Ippolit Al'tani e ottenne un grande successo. La seconda rappresentazione dell'opera ebbe luogo il 18 (30) ottobre 1893 a Kiev sotto la direzione dello stesso Rachmaninov, che in quell'occasione si esibì per la prima volta come direttore d'orchestra. 
L'organico dell'orchestra era il seguente: ottavino, 2 flauti, 2 oboi, corno inglese, 2 clarinetti, 2 fagotti, 4 corni, 2 trombe, 3 tromboni, tuba, timpani, triangolo, tamburello, piatti, grancassa, arpa, archi.

## Trama
L'azione si svolge in un luogo e in un tempo indefiniti (il poema di Puškin è ambientato in Bessarabia).
In riva ad un fiume si trova un accampamento di Zingari. Una delle tende appartiene ad Aleko, un Russo che si è unito agli Zingari, e a sua moglie Zemfira. Mentre il sole tramonta, gli Zingari canticchiano una canzonetta. Compare un vecchio Zingaro, padre di Zemfira, che racconta la storia del suo amore sofferto per Mariula, la quale molto tempo fa lo lasciò per un altro uomo dopo appena un anno, lasciandogli la piccola figlia Zemfira. Il racconto dell'anziano genera in Aleko un moto d'indignazione: egli non riesce a capire perché il vecchio Zingaro non si sia vendicato della moglie infedele e del suo amante: per lui sarebbe impossibile perdonare il tradimento.
Aleko ha un carattere focoso e passionale, in contrasto con la dolcezza della moglie Zemfira, per la quale l'amore del marito, che non appartiene nemmeno al suo campo e di cui conosce il carattere crudele e possessivo, è diventato un peso. Nel cuore della giovane ragazza si è accesa la passione nei confronti di un giovane Zingaro.
Iniziano le danze degli Zingari, durante le quali Zemfira e il giovane Zingaro si appartano. Cala la notte e la bella Zingara ritorna alla tenda. Si siede accanto alla culla e inizia a cantare una canzone al figlioletto, con parole dure nei confronti del vecchio marito. Aleko sente la canzone e Zemfira gli dice che l'ha cantata per lui. Giunge quindi la notte e la ragazza va all'appuntamento con il giovane Zingaro.
È questo il momento più celebre dell'opera: Aleko, rimasto solo durante la notte, è colto da tormentati pensieri. Ricorda i giorni felici dell'amore appena sbocciato, ma questi dolci pensieri vengono subito squarciati dal tremendo sospetto dell'infedeltà della moglie. Egli cade perciò nella disperazione ed esce di casa. Quando, sul fare del mattino, tornano Zemfira ed il giovane Zingaro, Aleko li sorprende. Egli supplica la moglie di non lasciarlo e le ricorda che per amore di lei ha rinunciato alla comunità in cui è nato. Zemfira, tuttavia, è irremovibile. A quel punto, disperato ed accecato dalla gelosia, Aleko uccide con un pugnale il giovane Zingaro. Alla vista della morte del giovane amato, Zemfira maledice Aleko, il quale, ormai fuori di sé, uccide anche la moglie.
Il rumore delle azioni violente sveglia tutti gli Zingari, i quali, scoprendo la tragedia, non capiscono il perché delle azioni sanguinose di Aleko; gli risparmiano la vita ma lo abbandonano per sempre, lasciandolo solo ad affrontare la sua disperazione.

## Struttura dell'opera
- 1 Introduzione
- 2 Coro degli zigani
- 3 Il racconto del vecchio zigano[1]
- 4 Scena e coro
- 5 Danza delle donne
- 6 Danza degli uomini
- 7 Coro
- 8 Duettino
- 9 Scena presso la culla
- 10 Cavatina di Aleko
- 11 Intermezzo
- 12 Romanza del giovane zigano
- 13 Duetto e Finale